# Фаверж
Фаве́рж (фр. Faverges) — коммуна в департаменте Верхняя Савойя в регионе Рона — Альпы (на юго-востоке Франции). Коммуна расположена на юге-востоке от озера Анси в долине Фаверж.

## Геология
Изначально, в конце ледникового периода, озеро Анси распространялось на 30 километров от современного Сийенжи, вдоль дороги, до места, где расположен Фаверж, у подножия горы Дент де Кон. В то время воды озера соединялись с рекой Изер, и люди селились на солнечной стороне у берега озера.

## История
Раскопки на территории Фавержа дали много информации о существовании здесь поселения в галло-римские времена, около двух тысяч лет назад. Поселение Вью, охватывающее около 50 акров (200000 м²), было важной точкой по дороге от Турина до Женевы. Со времен меровингов также остались многочисленные следы на ландшафте. В средневековье здесь изготавливались изделия из железа и меди. Многочисленные кузницы, изготавливающие гвозди, пряжки, украшения и все виды железных орудий, были построены вдоль течения рек и ручьев, энергию которых они использовали. В 1132 году было основано аббатство Тамье, а в 1250 - замок. В этом районе Родольф (или "Руф") основывает монастырь Фусмань (в дальнейшем носит название Сен-Руф, давший имя одноименному ручью). В религиозном пылу XIV-XV веков появляется около десяти часовен и святынь, посвященных Святому Руфу.
Французская революция оставила мало следов на коммуне, за исключением разорения городской церкви. В 1811 году замок был переоборудован в ткацкую фабрику, положив начало промышленной революции в Фаверже, что и дало наименование городу (от латинского faber, fabricae).

## Экономика
В Фаверже находится несколько важных заводов (Stäubli, S.T. Dupont, Bourgeois), которые обеспечивают городу около 2500 рабочих мест (сам Фаверж имеет не более 7000 жителей ).

## Изображения

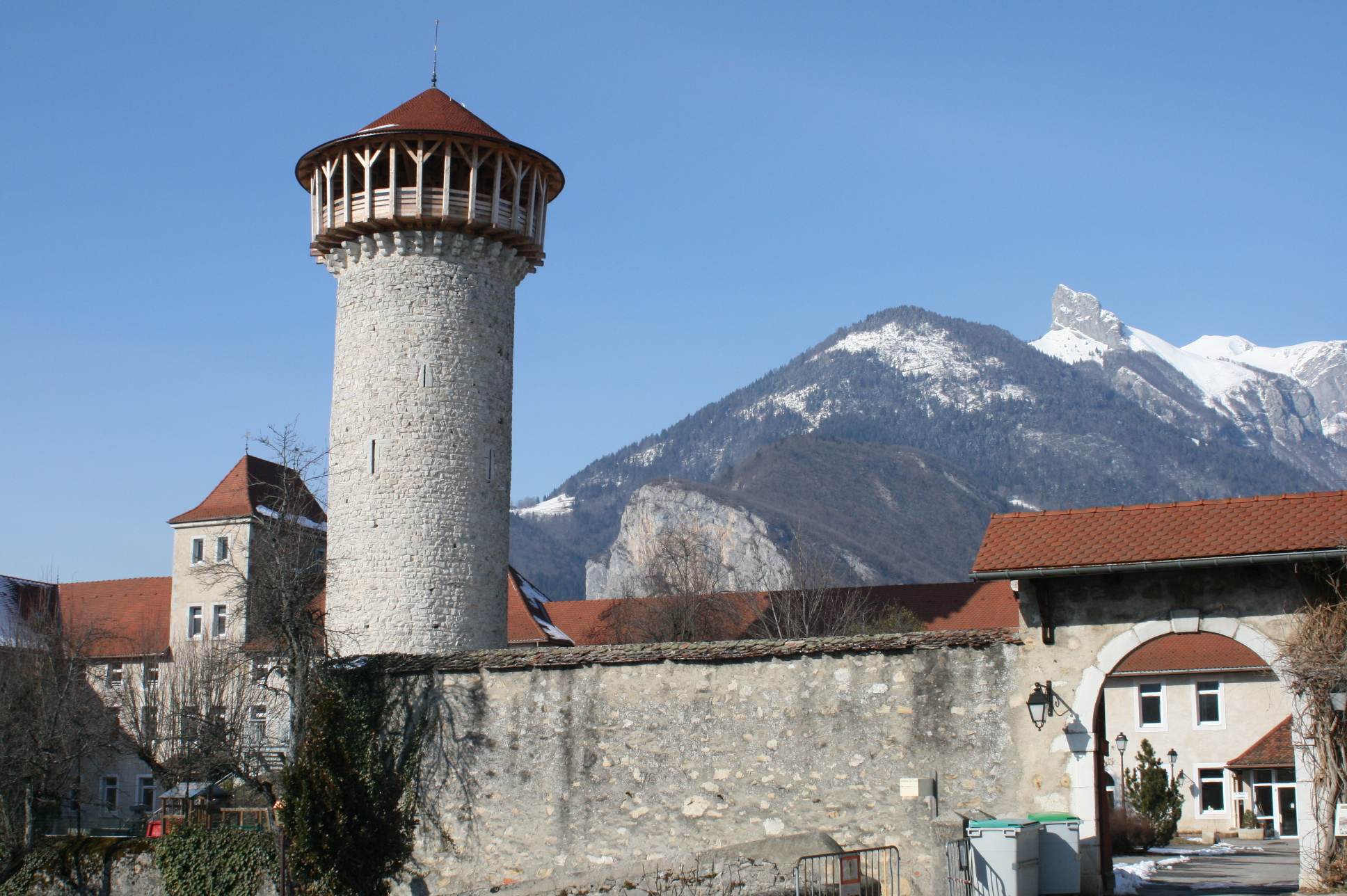
Замок Фавержа (XIV век)
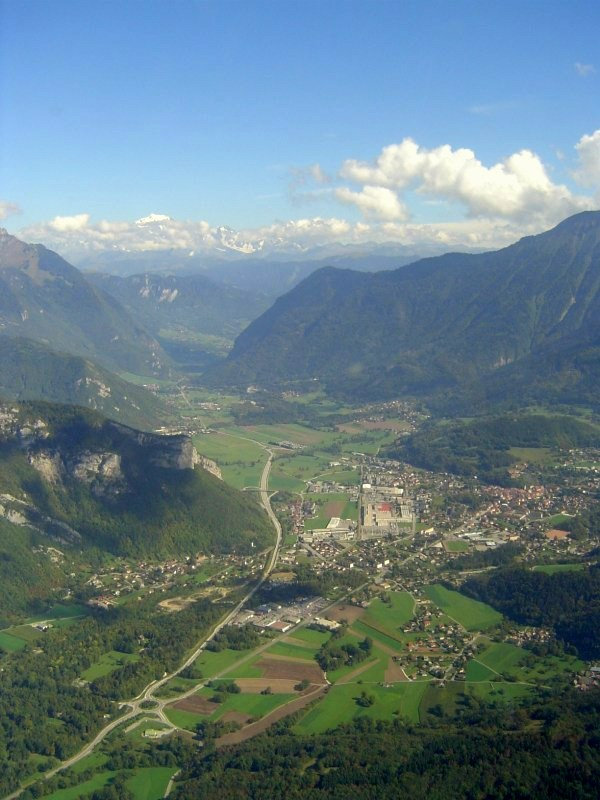
Вид на город
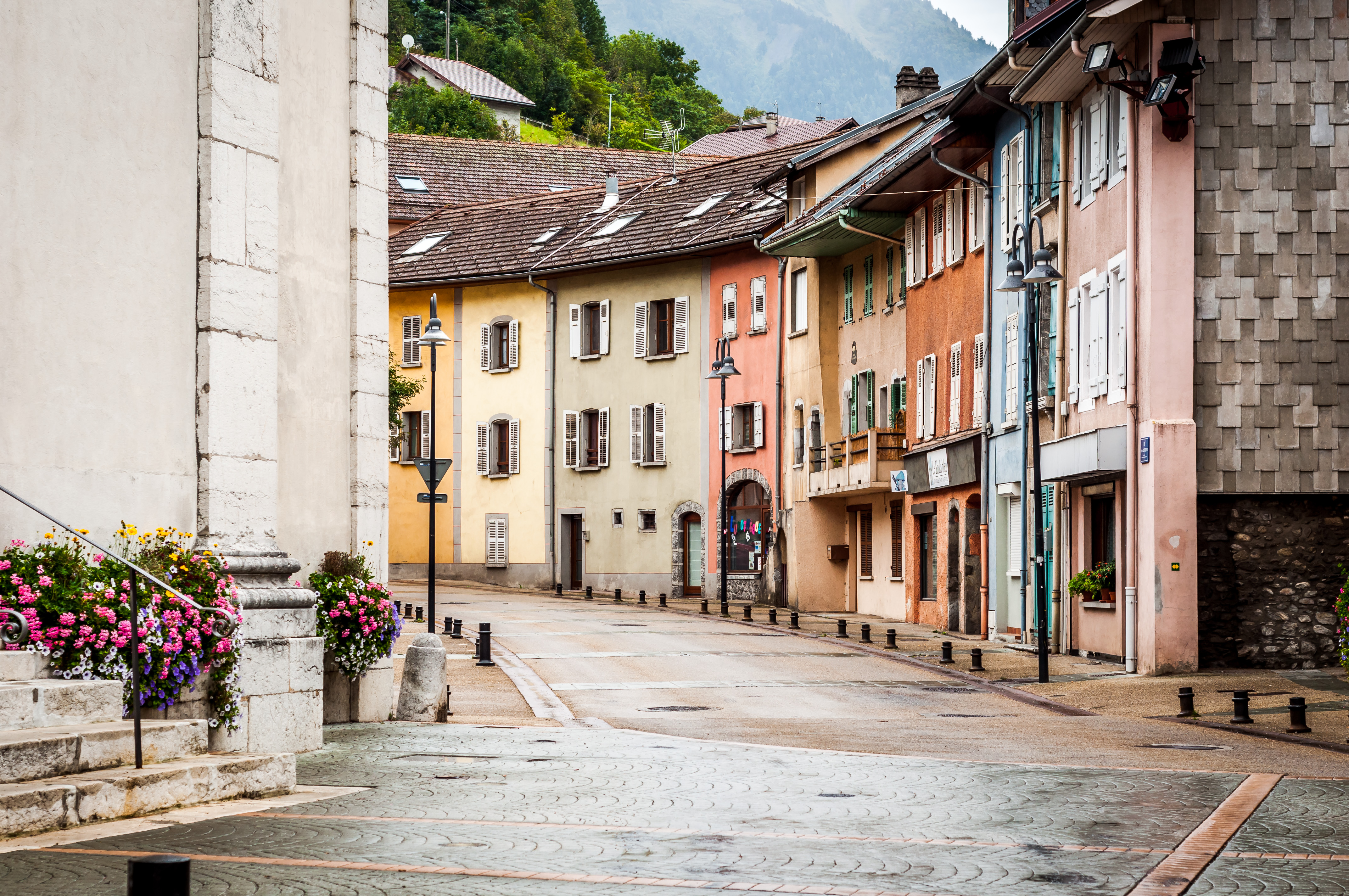
Фаверж, улица Тамье